# Ariobarzanes I de Cío
Ariobarzanes I de Cío fue gobernador de la ciudad griega de Cío, en Misia, durante el siglo V a. C., al servicio del Imperio persa.
Es el primer gobernante conocido de esta ciudad y cabeza de la línea que dio origen a la dinastía de los Reyes del Ponto en el siglo III a. C.. Se sabe que fue traicionado por su hijo Mitrídates I de Cío ante su señor, el rey de Persia.
Es muy probable que se trate del personaje del mismo nombre que acompañó a los embajadores de Atenas en el año 405 a. C., a su ciudad de Cío, después de que habían sido detenidos por orden de Ciro el Joven. Más dudoso es que fuera el mismo Aribarzanes que prestó ayuda a Antálcidas en 388 a. C., después de la conclusión de la «paz del Rey».